# جوزف بنت (بازیکن فوتبال)
جوزف بنت (انگلیسی: Joseph Bennett؛ زادهٔ) بازیکن فوتبال است.
از باشگاه‌هایی که در آن بازی کرده‌است می‌توان به باشگاه فوتبال پورت ویل اشاره کرد.